# Liste der FFH-Gebiete in der Stadt Memmingen
Die Liste der FFH-Gebiete in der Stadt Memmingen zeigt die FFH-Gebiete der schwäbischen Stadt Memmingen in Bayern.
Teilweise überschneiden sie sich mit bestehenden Natur-, Landschaftsschutz- und EU-Vogelschutzgebieten.
In der Stadt befindet sich ein und zum Teil mit anderen Landkreisen überlappendes FFH-Gebiet.
| Benninger Ried                  |  | 8027-301 WDPA: 555522090 | Memmingen, Landkreis Unterallgäu |  | ⊙ | 101,00 |  |
| Legende für Fauna-Flora-Habitat |  |                          |                                  |  |   |        |  |